# 포경

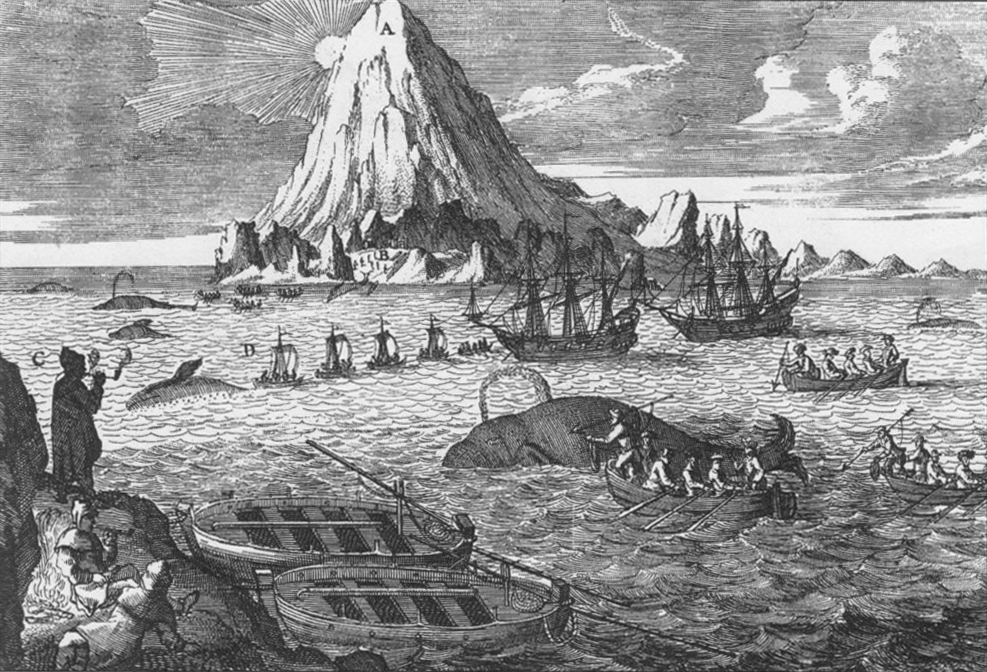
18세기에 네덜란드 포경업자들이 북극에서 북극고래를 포획하는 장면

포경(捕鯨, whaling) 또는 고래사냥은 고래고기와 고래지방 등 생산물을 얻기 위해 고래를 사냥하는 작업을 말한다.

## 포경의 역사
울주 대곡리 반구대 암각화를 통해서 기원전 6000년부터 포경이 존재했음이 입증된다.
초기의 포경업은 주로 해안가에서만으로 한정되었다. 대대적인 포경산업 개시 이전에는 경제적 영향을 크게 끼치지는 못했지만, 19세기에 들어서 효과적인 포경법이 만들어지자 고래기름의 수요가 급증했으며, 20세기에 들어서는 그들의 고기에 대한 요구 또한 생겨났다.
19세기와 20세기에 전세계 바다에서 산업적 목적으로 대량 학살되었다. 대형 고래는 수명이 길고 번식률이 낮아 대규모 상업포경 때문에 많은 종이 멸종 위기에 처했다.

## 현대의 포경
고래기름은 현재 거의 이용되지 않으며, 따라서 현대의 포경은 주로 고래의 고기를 얻기 위한 목적으로 이루어진다. 또, 국제포경위원회의 상업 포경업 일시중지 조치에 따라 연구를 목적으로 하는 포경도 많이 이루어진다. 가장 많이 잡히는 대상은 수염고래소목중 가장 작은 밍크고래와 남극밍크고래이다. 최근 조사에 따르면 북동대서양에 103,000 마리와 남극에 665,074 마리가 있다.

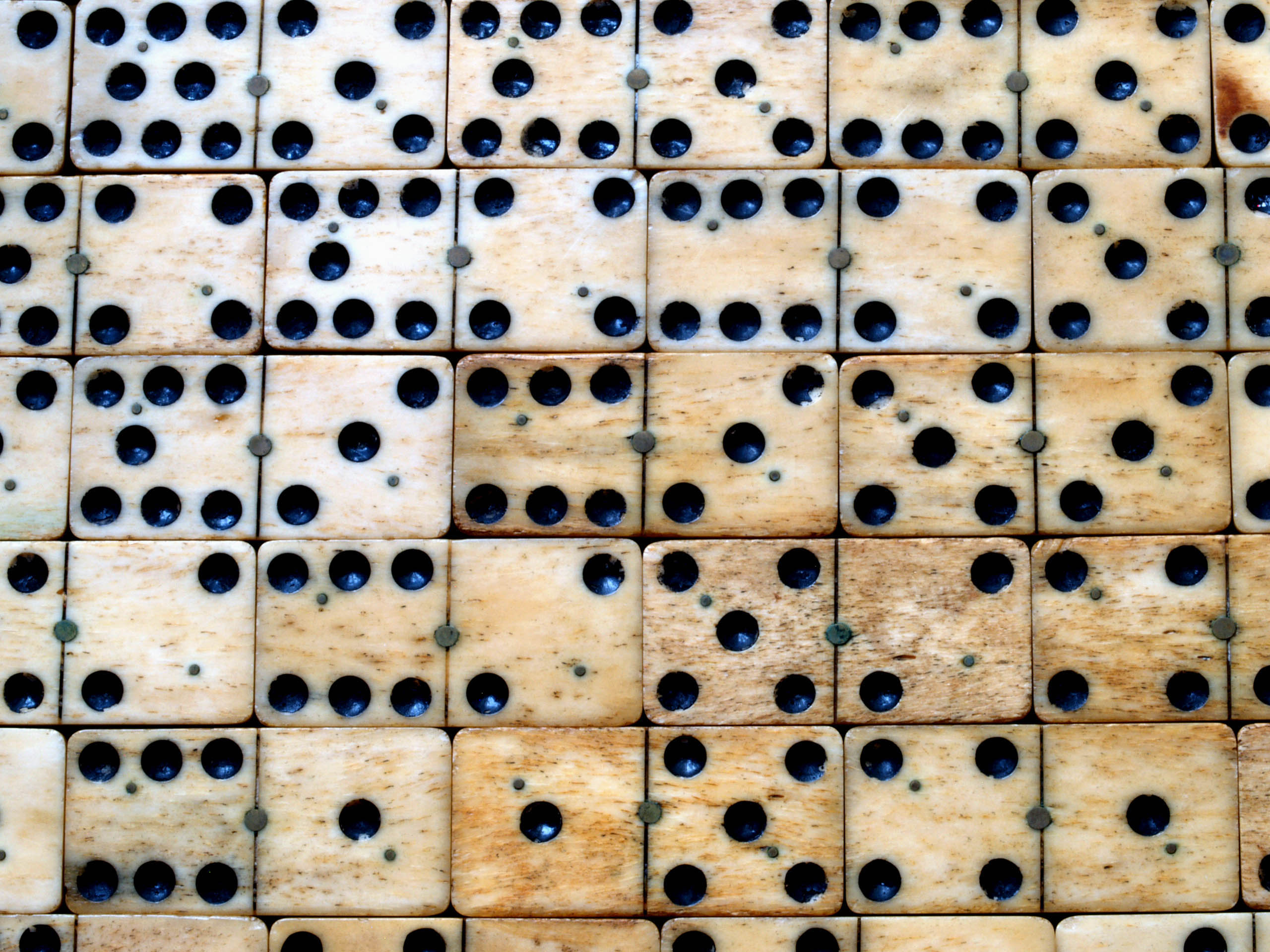
고래뼈로 만든 주사위

포경을 규제하기 위한 국제적인 움직임은 1931년에 시작되었으며, 1946년에 미국 워싱턴 D.C.에서 국제포경규제협약 (International Convention for the Regulation of Whaling, ICRW)이 서명되기에 이르렀다. 이 기준의 목표는 "고래개체수의 적절한 보존을 함으로써 포경을 지속, 발전되게 한다"였다 이의 기준에 따라 국제포경위원회도 설립되었으며, 이에 따라 연간 포획량 제한 같은 규제를 발령되게 할 수 있게 되었다. 국제포경위원회에 가입되어 있지 않은 나라는 이의 규정에 따르지 않으며, 자체의 규정에 따른다.
국제포경위원회의 회원국들은 1982년 7월 23일에 1985년부터 상업적 포경을 일시 중지시키는 데에 투표를 하였다. IWC의 회원국 중에서도 제재를 따르지 않고 자체적으로 연간 포획량을 정하는 나라도 있다.
2015년 2월 13일 미국의 NBC 방송이 밝힌 보고서에 따르면, 20세기에 포경으로 잡힌 고래 수는 290만 마리라고 밝혔다. 가장 많이 잡힌 고래는 긴수염고래(87만4천 마리)이고 그 뒤를 향유고래(76만1천 마리)가 이었으며 이 두 고래가 전체 57%를 차지하였다. 다만, 1986년 IWC가 상업 포경을 금지한 후로 1990년대에는 7,170마리로 포획 수가 크게 감소하였다.

### 일본의 포경
1982년 IWC가 상업적 포경을 금지시키려고 했을 때 일본은 공식적으로 반대하였다. 그러나, 미국의 수산물 수입 쿼터 축소 압력에 의해서 결국 1987년에 반대 입장을 철회했다. 하지만 일본은 과학적인 연구를 목적으로한 과학 포경을 계속하고 있다.

## 같이 보기
- 어업
- 고래 관광
- 국제포경규제협약
- 고래고기
- 과학 포경